# Emile Boulpaep
 (février 2024).
Si vous disposez d'ouvrages ou d'articles de référence ou si vous connaissez des sites web de qualité traitant du thème abordé ici, merci de compléter l'article en donnant les références utiles à sa vérifiabilité et en les liant à la section « Notes et références ».
Emiel Boulpaep (Emiel Louis Jean Baptiste Boulpaep),  né le 15 septembre 1938 à Alost est un professeur belge flamand.
Il est docteur en médecine, professeur de physiologie cellulaire et moléculaire à la Yale University School of Medicine.

## Mandats et mandats passés
- Président du Conseil de Direction de la Belgian American Educational Foundation.
- Vice-président et membre du Conseil de Direction d'Universitas Ltd. à New York
- Administrateur de la Fondation universitaire
- Administrateur de la Fondation Francqui[2].
- Administrateur de la Fondation Hoover pour le développement des universités de Louvain-Leuven et de Bruxelles-Brussel
- Membre d'honneur étranger de la Koninklijke Academie voor Geneeskunde van België
- Membre étranger honoraire de l'Académie royale de Médecine de Belgique
- Overseas fellow du Churchill College à Cambridge

## Prix
- Lauréat du prix des Alumni de la Fondation universitaire
- Lauréat du Homer W. Smith Award de la American Society of Nephrology and the New York Heart Association
- Lauréat du prix Christoffel Plantin

## Distinctions
- 1987 : Honorary Master of Arts (université Yale)
- Docteur honoris causa de l'UCL[Laquelle ?]
- Chevalier de l'Ordre de la Couronne
- Commandeur de l'ordre de Léopold II
- Élevé au rang de chevalier par SM le roi Albert II de Belgique en 1996